# 2023 KQ14
2023 KQ14 (неофіційна назва — Амоніт) — транснептуновим об'єктом (ТНО), який обертається навколо Сонця надзвичайно широкою еліптичною орбітою. Відкритий 16 травня 2023 року за допомогою телескопа Субару, розташованого на горі Мауна-Кеа, у рамках міжнародного астрономічного огляду «Формування зовнішньої Сонячної системи: крижана спадщина» (FOSSIL). 2023 KQ14 — незвичайний об'єкт: розташування апсид його орбіти не збігається з розташуванням апсид уже відомих ТНО, чиї еліптичні орбіти мають далекі перигелії (такі об'єкти іноді називають седноїдами). Існування об'єкта з такою орбітою ставить під сумнів гіпотезу про існування Дев'ятої планети — поки що невідомого великого космічного тіла, яка своєю гравітацією спотворює орбіти транснептунових об'єктів, розташовуючи їх по той самий бік відносно Сонця. Діаметр 2023 KQ14, імовірно, становить від 220 до 380 км.

## Відкриття

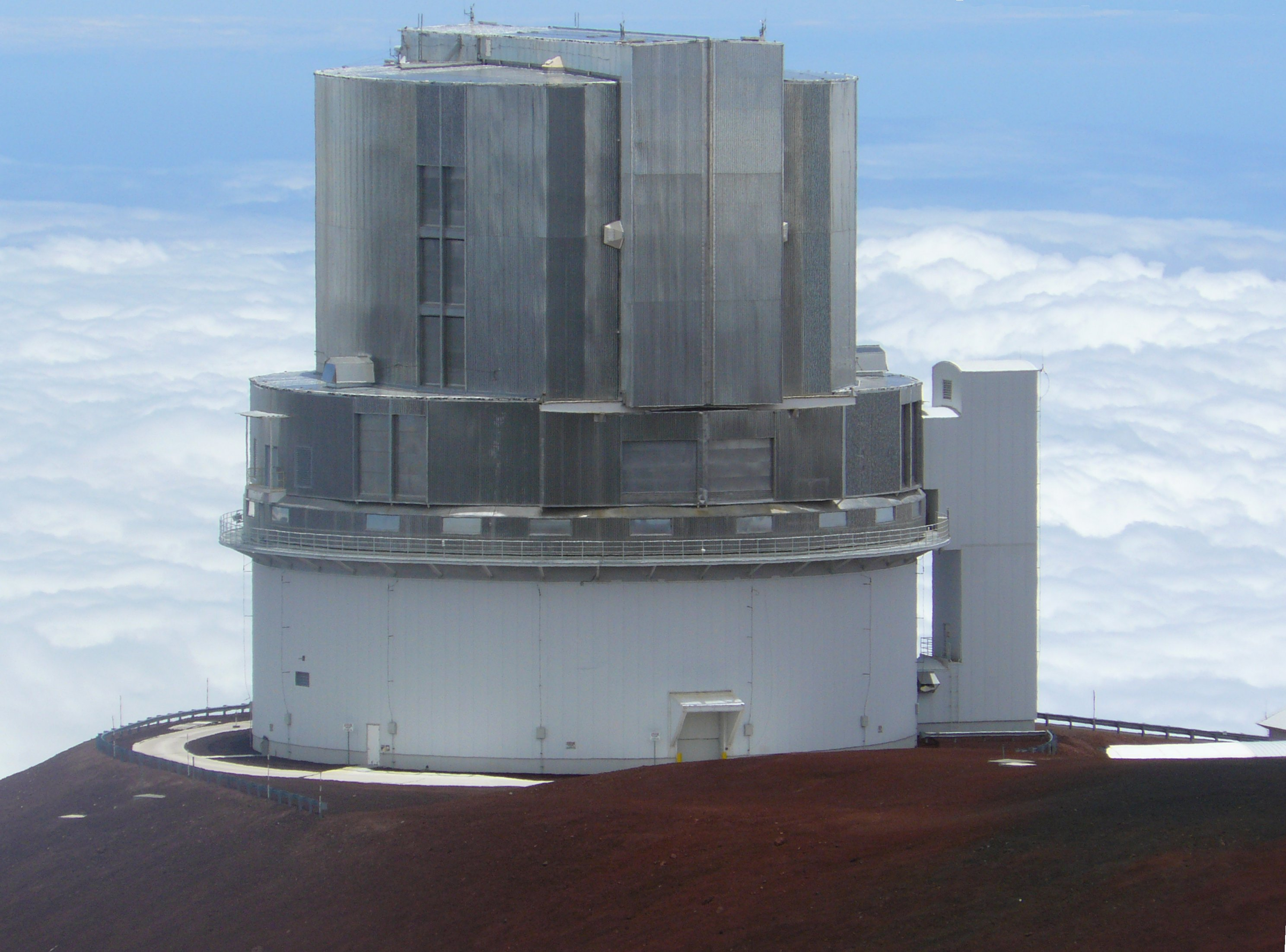
Телескоп Субару на вершині Мауна-Кеа, за допомогою якого у 2023 році відкрито 2023 KQ_{14}.

Астероїд 2023 KQ14 було відкрито 16 травня 2023 року в обсерваторії Мауна-Кеа на Гаваях за допомогою 8,2-метрового телескопа Субару під час астрономічного огляду «Формування зовнішньої Сонячної системи: крижана спадщина» (FOSSIL). Дослідження FOSSIL, яке є міжнародною співпрацею астрономів переважно з Японії та Тайваню, розпочалося у 2020 році. Його початковою метою було виявляти маленькі троянські астероїди Юпітера і транснептунові об'єкти (ТНО) по всьому небу. У рамках цього огляду протягом першого року другої фази (FOSSIL II), коли огляд почав зосереджуватися виключно на виявленні ТНО, було знайдено астероїд 2023 KQ14.
Астрономи виявили астероїд 2023 KQ14 під час спостережень у рамках огляду FOSSIL, здійснених з березня по серпень 2023 року, і помітили, що він перебуває надзвичайно далеко від Сонця. Щоб уточнити його орбіту і відстань до нього, у липні 2024 року астрономи Інь-Тун Чен (Ying-Tung Chen) і Джон Кавеларс здійснили повторне спостереження об'єкта за допомогою Канадсько-французько-гавайського телескопа (CFHT). Ці додаткові спостереження дали змогу Чен попередньо виявити 2023 KQ14 на архівних знімках камери Dark Energy Camera, знятих у червні 2021 року та травні 2014 року. Центр малих планет (MPC) оголосив про відкриття об'єкта 14 квітня 2025 року, а 14 липня 2025 року в журналі Nature Astronomy була опублікована наукова стаття з докладною інформацією про відкриття.

## Назва
В оголошенні про відкриття Центр малих планет призначив об'єкту тимчасове позначення 2023 KQ14. Воно вказує на рік і місяць (точніше, половину місяця) дати його відкриття. Команда проєкту FOSSIL надала об'єкту неофіційну назву Амоніт, яка нагадує про скам'янілі рештки прадавніх молюсків амонітів і вказує на «скам'янілу» орбіту об'єкта, яка, судячи з усього, збереглася з часів формування Сонячної системи. Астероїд 2023 KQ14 може отримати офіційну назву після того, як отримає постійний номер у Каталозі малих планет Центру малих планет.

## Орбіта

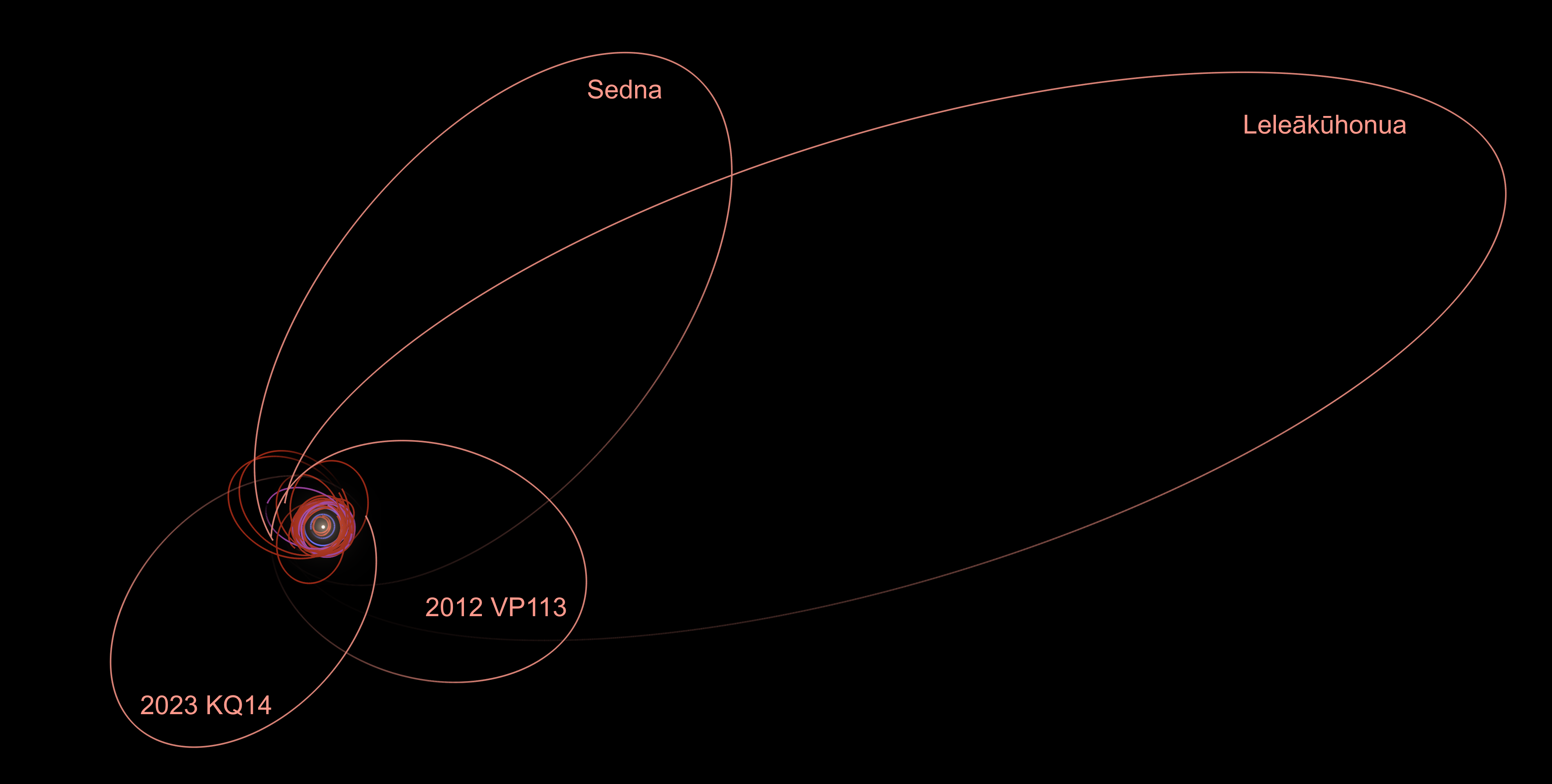
Діаграма, на якій показано орбіти чотирьох відомих седноїдів (позначені рожевим кольором) з їхніми назвами. Орбіта астероїда 2023 KQ_{14} спрямована вниз ліворуч, протилежно до інших седноїдів. Для масштабу показано пояс Койпера (позначений червоним кольором).

Астероїд 2023 KQ14 рухається навколо Сонця надзвичайно широкою еліптичною орбітою, відстань від якої до барицентра Сонячної системи коливається від 65,9 а. о. в перигелії до 438 а. о. в афелії. На один оберт навколо Сонця 2023 KQ14 витрачає приблизно 4000 років. Велика піввісь барицентричної орбіти 2023 KQ14 становить 252 а. о., її ексцентриситет — 0,739, нахил відносно екліптики — 11°. У момент відкриття 2023 KQ14 був на відстані 71,0 а. о. від Сонця; він пройде перигелій своєї орбіти у лютому 2063 року.
2023 KQ14 — один із чотирьох відомих віддалених ТНО (станом на 2025 рік), перигелій орбіти якого (q) розташований на відстані понад 60 а. о., а велика піввісь (a) — понад 200 а. о. Такі ТНО іноді називають седноїдами. Серед відомих ТНО 2023 KQ14 має третій за віддаленістю перигелій після 2012 VP113 (q = 80,6 а. о.) і Седни (q = 76,3 а. о.). 2023 KQ14 обертається навколо Сонця настільки далеко від Нептуна (a = 30 а. о.), що його орбіта майже не піддається впливу гравітації Нептуна.
Оскільки 2023 KQ14 перебуває поза зоною гравітаційного впливу відомих планет, його орбіта є динамічно стабільною протягом мільярдів років і, можливо, не змінювалася з моменту утворення Сонячної системи 4,5 млрд років тому. Це свідчить про те, що за формування орбіт 2023 KQ14 і седноїдів відповідає, імовірно, зовнішній гравітаційний вплив. Можливими джерелами такого впливу є близький проліт зорі блукаючої зорі або планети-сироти, невидима віддалена планета («Дев'ята планета»), міграція Сонця скрізь Чумацький Шлях або повз інші зорі в зоряному скупченні, в якому народилося Сонце.

### Розташування орбіти
Напрямок апсид орбіти астероїда 2023 KQ14, або довгота периапсиди (ϖ), не збігається з відповідними напрямками трьох уже відомих седноїдів. Орбіти трьох відомих седноїдів зорієнтовані так, що їхні ϖ перебувають у проміжку між 0° і 90°, але орбіта 2023 KQ14 витягнута в протилежному напрямку: її ϖ = 271° (довгота перигелію ϖ визначається як сума довготи висхідного вузла Ω (відносно площині екліптики) та аргументу перигелію ω (відносно площині орбіти): ϖ = Ω + ω). Оскільки орбіта 2023 KQ14 витягнута в бік, протилежний орбітам інших седноїдів, це ставить під сумнів (але не виключає) гіпотезу про існування Дев'ятої планети, запропоновану для пояснення того факту, що орбіти трьох раніше відомих седноїдів витягнуті в той самий бік. Якщо Дев'ята планета існує, вона повинна обертатися навколо Сонця на більшій відстані (за розрахунками станом на 2024 рік, a = 500+170
−120 а. о.), щоб орбіта 2023 KQ14 залишалася стабільною протягом щонайменше мільярда років.
Моделювання за відсутності Дев'ятої планети, проведене Інь-Тун Ченом і його колегами у 2025 році, показало: якщо апсиди орбіт усіх седноїдів прецесували під впливом збурень планет-гігантів, то ймовірність того, що раніше, 4,2 млрд років тому, тобто приблизно через 300 млн років після утворення Сонячної системи, орбіта астероїда 2023 KQ14 була витягнута в той же бік, що й орбіти трьох інших відомими седноїдів, становить 97 %. Через різні швидкості прецесії апсид згодом ця вихідна група орбіт, витягнутих в один бік, поступово розсіялася б. Якщо це дійсно було так, це означало б, що орбіти седноїдів зазнали гравітаційного збурення з боку масивного тіла, яке пройшло неподалік Сонячної системи на початку її історії.

## Фізичні характеристики
Про фізичні характеристики астероїда 2023 KQ14 відомо дуже мало, оскільки він надзвичайно слабкий. Його видима зоряна величина дорівнює 25,4. Яскравість астероїда вказує на те, що його діаметр становить 220—380 км, якщо його геометричне альбедо становить від 0,05 до 0,15.